# 항성

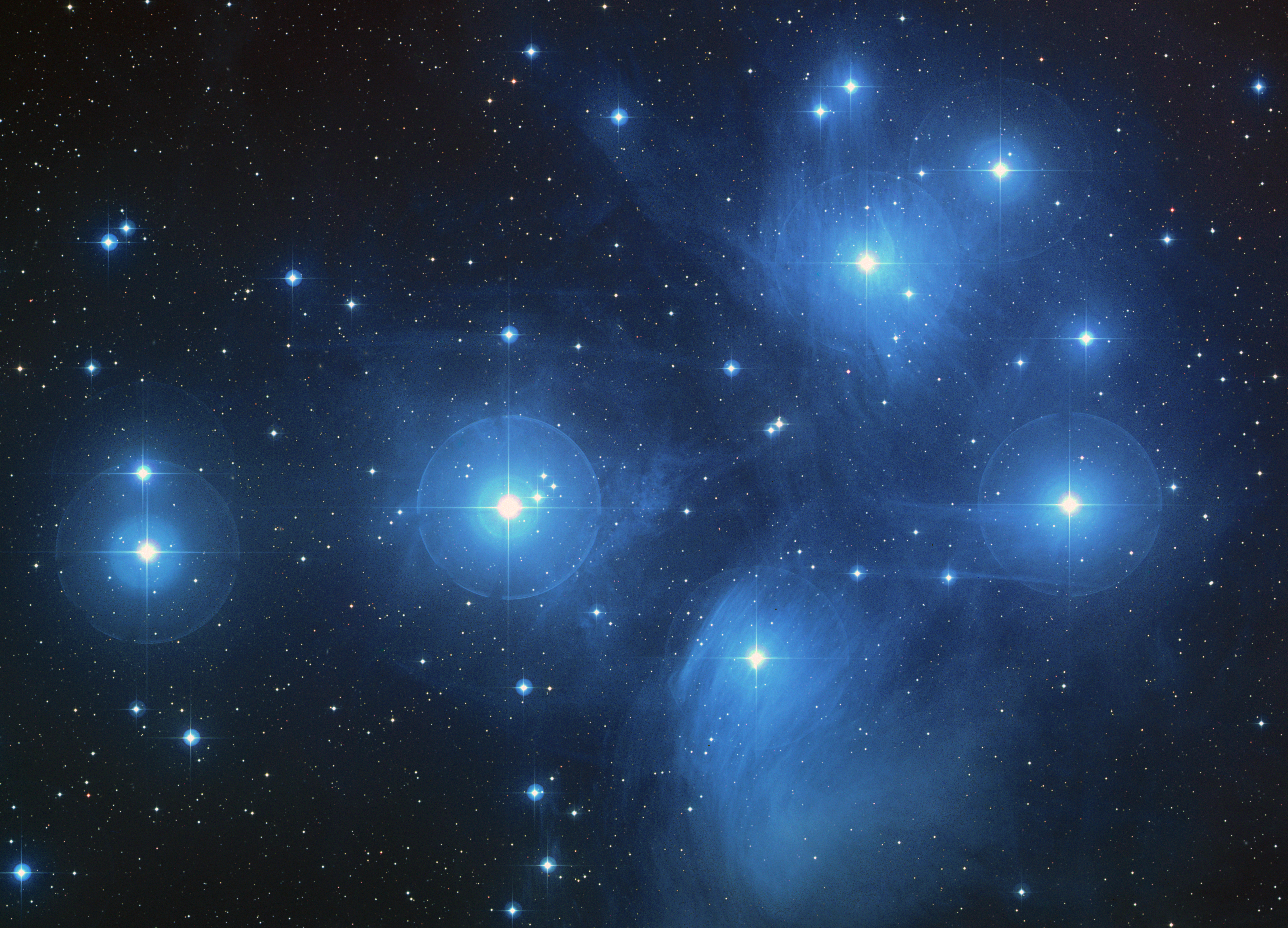
플레이아데스 성단과 같은 산개 성단은 젊은 항성들이 중력으로 느슨하게 연결된 계이다.

항성(恒星, 영어: fixed star) 또는 붙박이별은 막대한 양의 플라스마(플라즈마)가 중력으로 뭉쳐서 밝게 빛나는 납작한 회전 타원체(oblate spheroid)형의 천체이다. 통상적으로는 별(영어: star)이라고 부른다. 또한 지구에서 가장 가까운 항성은 태양으로, 지구상의 에너지 대부분을 공급한다. 그리고 지구에서 두 번째로 가까운 항성은 프록시마이다. 지구에서는 다른 별들을 밤하늘에서 볼 수 있는데 낮에는 태양 빛에 가려 보이지 않는다. 항성은 그 중심부에서 일어나는 핵융합 반응으로 풀려나는 에너지가 내부를 통과하여 방출되면서 빛을 내게 된다. 우주에서 수소와 헬륨보다 무거운 물질 대부분은 항성의 내부에서 만들어졌다.
별의 분광형 및 밝기, 우주 공간에서의 고유 운동을 통하여 항성의 질량과 나이, 화학적 조성 등을 알아낼 수 있다. 이 중에서도 질량은 그 항성의 진화 및 운명을 결정하는 가장 중요한 변수이다. 질량 외에도 항성의 특징을 결정하는 요인에는 진화 과정과 반지름, 자전 주기, 고유 운동, 표면 온도 등이 있다. 헤르츠스프룽-러셀 도표는 밝기와 표면 온도를 기준으로 항성의 분포를 나타내고 있으며, 이 도표를 통해 특정 항성의 나이 및 진화 단계를 알 수 있다.
항성은 수소 및 헬륨, 기타 중원소로 이루어진 성간 구름이 붕괴하면서 탄생한다. 중심핵이 충분히 뜨거워지면 수소 중 일부가 핵융합 작용을 통하여 헬륨으로 전환되기 시작한다. 나머지 수소 물질은 대류 및 복사 과정을 통하여 중심핵에서 생성된 복사 에너지를 바깥쪽으로 옮긴다. 항성은 내부에서 바깥쪽으로 작용하는 복사압과 자체 중력이 균형을 이룬 상태에 있다. 중심핵에 있는 수소가 모두 소진되면 태양 질량의 0.4배 가 넘는 항성은 적색 거성으로 진화하며, 이 단계에서 항성은 여러 중원소를 중심핵 또는 중심핵 주변에서 태운다. 항성은 생의 마지막에 자신이 지닌 질량을 우주 공간으로 방출하며 축퇴된다. 방출된 물질은 이전보다 중원소 함량이 더 많으며, 이는 새로운 별을 탄생시키는 재료로 재활용된다.
홑별(단독성)은 다른 항성과 중력적으로 묶여 있지 않고 홀로 고립된 항성이다. 우리의 태양은 대표적인 홑별이다. 이와는 달리 쌍성 혹은 다중성계는 두 개 이상의 항성이 중력으로 묶여 있는 구조이며, 보통 질량 중심을 기준으로 안정된 궤도를 형성하면서 공전한다. 두 별이 상대적으로 가까운 궤도를 그릴 경우 상호 작용하는 중력으로 인하여 항성 진화 과정에 큰 영향을 끼칠 수 있다.

## 관측 역사
역사적으로 항성은 인간의 문명과 밀접한 연관을 맺어 왔다. 인류는 항성을 종교적 제의의 대상으로 여기거나, 천체를 이용한 항해 및 방위 판단에 항성을 이용했다. 고대 천문학자들은 항성은 천구에 붙어서 항구히 움직이지 않고 영원히 사는 존재라고 여겼다. 천문학자들은 합의를 거쳐서 항성을 별자리에 따라 묶었고, 이를 이용하여 행성과 태양의 움직임을 예측했다. 인류는 하늘의 별을 기준으로 태양의 움직임을 관측하여 태양력을 만들어서 농업 활동을 규칙적으로 수행하는 데 이용하였다. 현재 전 세계적으로 널리 쓰이는 그레고리력은 가장 가까운 항성 태양에 대한 지구 자전축 각도를 바탕으로 만든 달력이다.
가장 처음으로 신빙성 있는 항성 기록을 남긴 국가는 기원전 1534년 고대 이집트였다. 이슬람 천문학자들은 많은 별에 아랍어 이름을 붙였고, 그중 많은 수가 지금도 불리고 있다. 이들은 항성의 위치를 관측하고 예측할 수 있게 하는 많은 천문 관측기구를 발명했다.
1019년 천문학자 아부 라이한 알 비루니는 우리 은하를 성운 형태 항성이 뭉쳐서 이루어진 것으로 묘사했다.

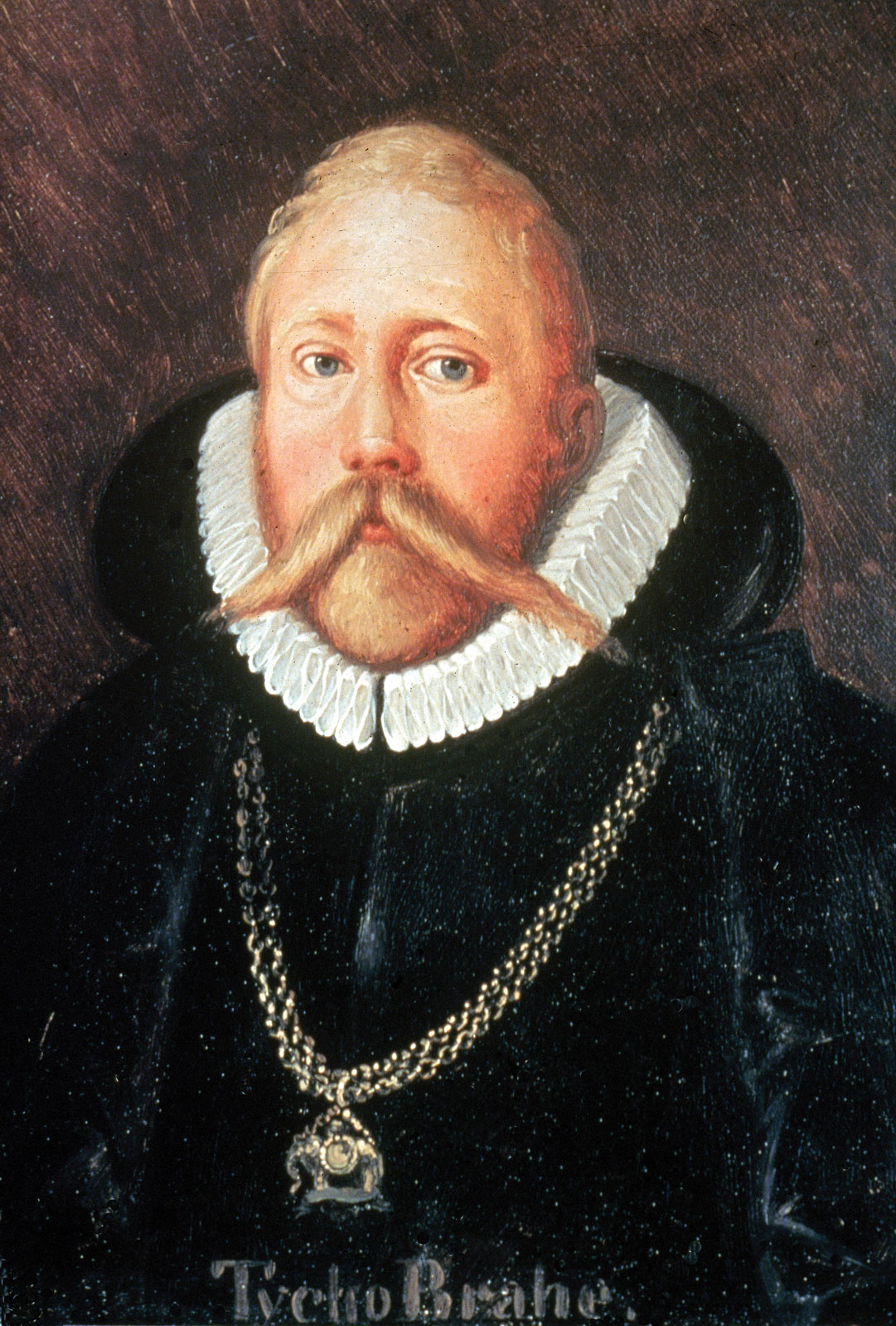
티코 브라헤

일반적으로 항성은 모습이 거의 변하지 않지만 중국 천문학자들은 새로운 별이 나타나는 것을 알아냈다. 튀코 브라헤와 같은 초기 유럽의 천문학자들은 밤하늘에 새로 나타나는 천체를 발견하여 훗날 ‘신성’ 이름을 붙였다. 1584년 조르다노 브루노는 밤하늘의 별은 태양과 같은 존재이며 그들은 자신만의 행성을 거느리고 있고 이 행성 중에는 지구와 같은 천체도 있다고 주장했다. 브루노의 주장은 고대 그리스의 철학자 데모크리토스나 에피쿠로스가 이미 언급한 적이 있다. 17세기에 이르러 별이 태양과 같은 존재라는 사실은 천문학자 사이에서 정설로 받아들여지게 된다. 왜 태양 주변의 별이 태양계에 대하여 중력적으로 영향을 끼치지 않는가에 대해 아이작 뉴턴은 항성이 모든 방향으로 고르게 분포되어 있기 때문이라고 설명했다. 이 주장은 신학자 리처드 벤틀리가 제기한 것이기도 하다.
이탈리아 천문학자 제미니아노 몬타나리는 1667년 알골의 밝기가 변화하는 것을 기록으로 남겼다. 에드먼드 핼리는 지구 근처 ‘고정된’ 항성 한 쌍이 고유 운동을 보이는 것을 측정했다. 이 별들은 고대 그리스 천문학자 프톨레마이오스와 히파르코스가 살던 시절의 자리로부터 일정량 이동했다. 항성까지의 거리를 직접 측정한 최초의 사례는 1838년 프리드리히 베셀이 시차법을 이용하여 11.4광년 떨어진 백조자리 61을 측정한 것이었다. 시차 관측법을 통해 항성과 지구 사이의 거리는 매우 멀다는 것이 밝혀졌다.

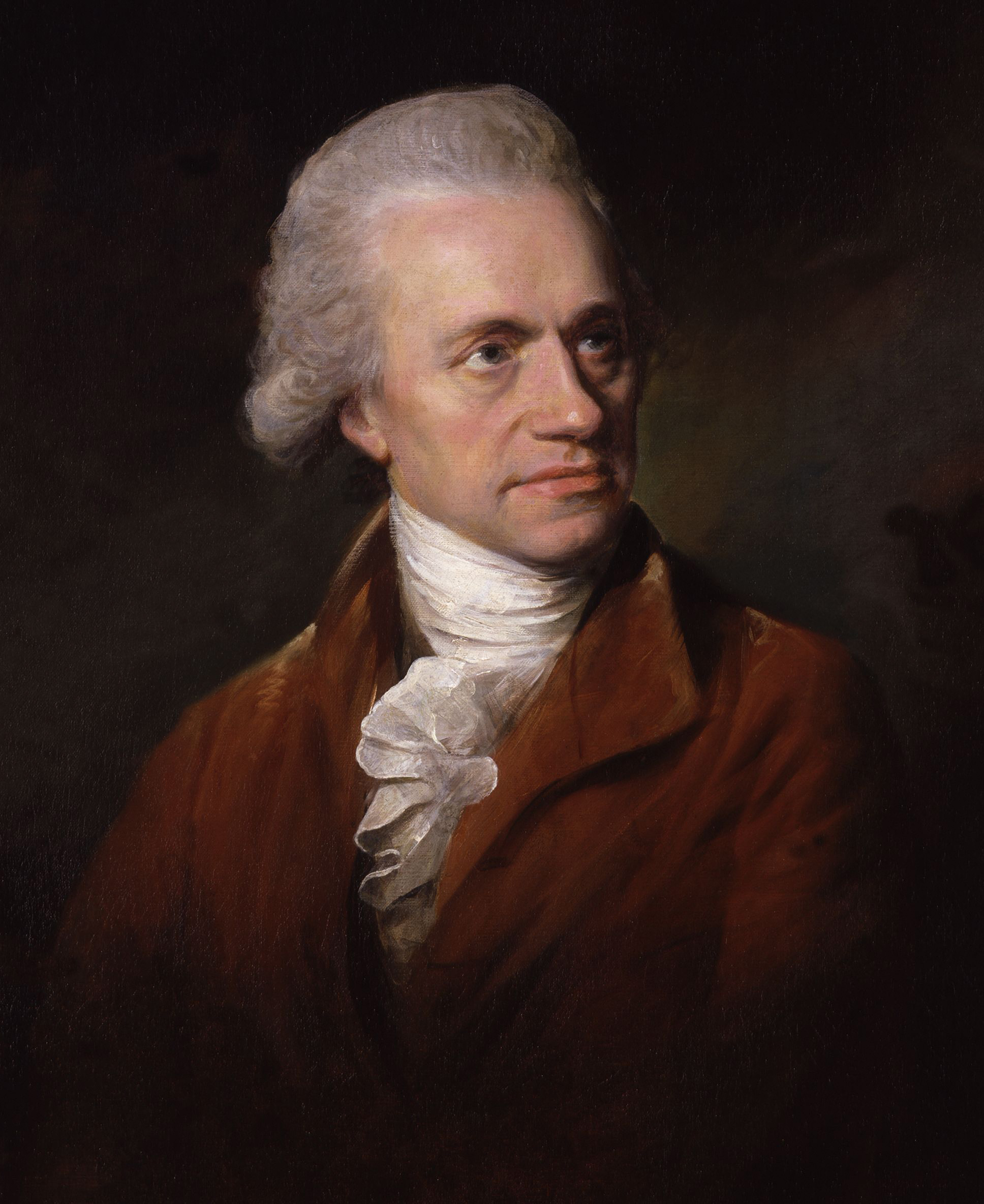
윌리엄 허셜

윌리엄 허셜은 밤하늘 항성의 분포 상태를 측정한 최초의 천문학자이다. 1780년대 그는 600개에 이르는 방향을 기준으로 삼고, 각 구역 내 시선 방향을 따라 관측한 별의 수를 세었다. 이 방법으로 그는 별의 밀도가 우리 은하 중심 방향으로 갈수록 증가한다는 사실을 발견했다. 윌리엄 허셜의 아들 존 허셜은 아버지의 연구를 물려받아 남반구 하늘에서 같은 작업을 수행했고, 남반구에서도 은하 중심 방향으로 갈수록 별이 많아짐을 알아냈다. 또 윌리엄 허셜은 몇몇 별은 시선 방향과 일치하게 자리 잡지 않으며 동반 천체를 거느리는 쌍성 구조를 지님을 발견하였다.
요세프 폰 프라운호퍼와 안젤로 세키는 항성 분광학의 지평을 열었다. 이들은 태양과 시리우스의 스펙트럼을 비교하여 스펙트럼에 나타나는 흡수선(별의 빛이 온도가 낮은 대기층을 통과할 때 대기 중 원자나 이온이 특정 파장을 흡수하여 생기는 선.)의 개수 및 세기가 서로 다름을 알아냈다. 1865년 안젤로 세키는 항성을 분광형에 따라 분류했다. 그러나 근대적인 항성 분류의 틀은 1900년대 미국 천문학자 애니 점프 캐넌이 확립했다.

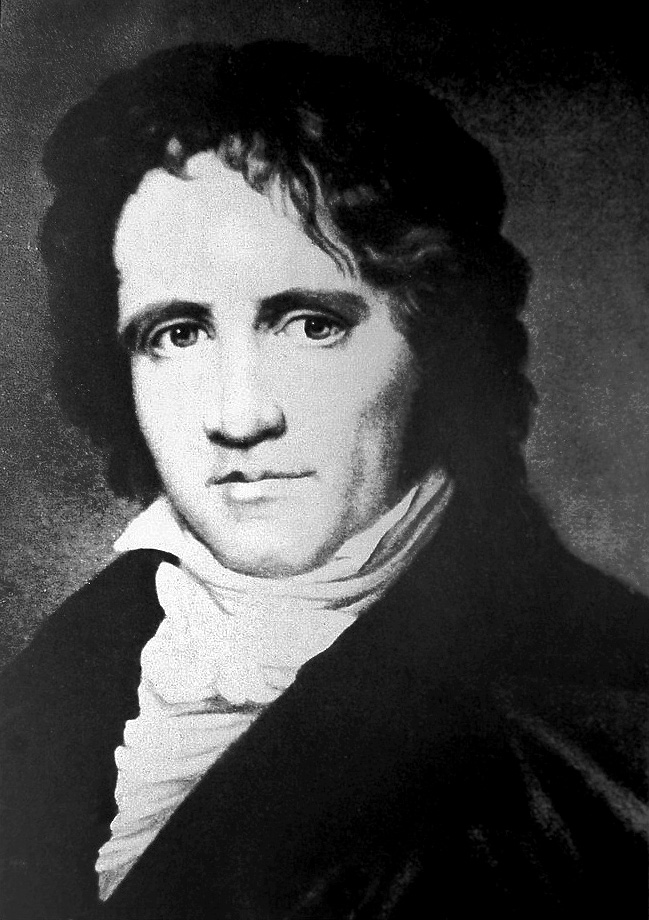
프리드리히 베셀

19세기 쌍성 관측 분야는 천문학 내에서 위상이 높아졌다. 1834년 프리드리히 베셀은 시리우스의 고유 운동에 변화량이 있음을 발견했고 여기서 숨겨진 동반성의 존재를 예측했다. 에드워드 피커링은 1899년 104일 주기로 미자르의 스펙트럼선이 갈라지는 것을 토대로 분광쌍성의 존재를 최초로 입증했다. 천문학자 윌리엄 스트루베와 셔번 웨슬리 버넘은 많은 쌍성계를 관측하고 자료를 정리했다. 1827년 펠릭스 사바리는 망원경 관측을 통해 쌍성계의 공전 궤도에 대한 의문점을 풀었다.
20세기에 접어들면서 항성 관측의 발전 속도는 매우 빨라졌다. 이 시기 개발된 사진은 값진 천문학적 관측 도구 역할을 수행하게 된다. 카를 슈바르츠실트는 항성의 색 및 온도는 겉보기 등급과 사진 등급을 비교함으로써 측정이 가능함을 알아냈다. 광전 광도계의 발명으로 빛 에너지를 전기 에너지로 바꾸어 여러 파장대의 밝기를 측정할 수 있게 되었다. 1921년 앨버트 마이컬슨은 윌슨 산 천문대에서 간섭계를 사용하여 최초로 항성의 반지름을 측정했다.
20세기 초 항성을 물리적으로 분류하는 중요한 기준이 마련되었다. 1913년 헤르츠스프룽-러셀 도표의 개발로 천체 물리학의 발전에 박차가 가해졌다. 항성의 내부 및 항성의 진화를 설명하는 성공적인 모형들이 개발되었다. 양자 물리학의 발전으로 항성의 스펙트럼 양상을 합리적으로 설명할 수 있는 이론이 개발되었다. 이를 통해 항성 대기의 화학적 조성을 알아낼 수 있게 되었다.
초신성을 제외하면 인류가 알고 있는 별의 대부분은 우리 은하 내 국부 은하군 및 우리 은하 내 관측이 가능한 부분들(성표에서 다루고 있다)에 속해 있다. 그러나 지구에서 1억 광년 정도 떨어진 곳에 있는 처녀자리 은하단 내 M100의 별 몇몇이 관측되기도 했다. 현재 망원경 수준으로 국부 초은하단 내 성단과 수억 광년 떨어진 곳에 있는 국부 은하군 내 개개의 별을 관측하는 것은 가능하다.(세페이드 변광성 참조). 그러나 국부 초은하단 너머에 있는 별 및 성단을 낱낱이 보는 것은 불가능하다. 그러나 최근 10억 광년 정도 떨어진 거리에 있는 거대 성단을 촬영하는 데 성공했다. 이 성단은 수백 개에서 수천 개의 별이 뭉쳐 있다. 이 성단은 이전에 관측되었던 가장 먼 성단보다 열 배 먼 곳에 있다.

## 별 명명
별자리의 개념은 고대 바빌론 제국 시대에 이미 존재했던 것으로 보인다. 옛날 하늘을 관찰하던 사람들은 별이 특정한 모양을 그리면서 배치되어 있음을 보고 이를 자연물이나 신화 속 등장인물과 연결시켰다. 이들 별자리 중 황도 근처에 있는 12개는 점성학의 기본 요소가 되었다. 많은 별은 아랍어 또는 라틴어 이름을 갖고 있다.
태양이나 특정 별자리처럼 별은 각자 고유의 신화를 갖고 있다. 별은 죽은 자 또는 신의 영혼으로 여겨졌다. 대표적으로 알골은 고르곤 메두사의 눈을 상징하는 존재였다.
17세기 별자리의 이름을 그 구역 안의 별 이름 앞에 붙이게 된다. 독일 천문학자 요한 바이어는 성도(星圖)를 만들고 각 별자리 구역 내에 있는 별의 밝기 기준으로 그리스 문자를 붙였다. 그 뒤 영국 천문학자 존 플램스티드는 아라비아 숫자를 이용하여 플램스티드 명명법을 개발한다. 이후 여러 성표가 작성되면서 다양한 항성 목록 분류법이 개발되었다.
오늘날 과학계에서 항성 또는 기타 천체에 이름을 붙일 권한이 있는 기관은 국제 천문 연맹이다. 현재 여러 기업체가 돈을 받고 별에 이름을 지어 붙이는 업무를 보고 있으나, 이들이 지어 붙인 이름은 과학계에서 인정받지 못하고 있다. 과학계의 많은 인사는 이런 사기업을 별 이름을 짓는 과정을 잘 모르는 시민을 속여서 사기 행각을 벌이는 단체로 보고 있다.

## 측정 단위
대부분의 항성 제원은 전통적으로 SI 단위계 방식으로 표시하지만, CGS 단위계 방식도 함께 사용한다. 예를 들면 별의 밝기는 erg/sec(초당 에르그)로 표시하기도 한다. 태양 외 항성의 질량, 밝기, 반지름은 태양을 1로 놓았을 때의 값을 기준으로 표시한다. 태양의 질량, 밝기, 반지름의 구체적인 값은 아래와 같다.
| 태양 질량 :   | {\displaystyle M_{\odot }=1.9891\times 10^{30}} kg[26] |
| 태양 광도 :   | {\displaystyle L_{\odot }=3.827\times 10^{26}} W[26]   |
| 태양 반지름 : | {\displaystyle R_{\odot }=6.960\times 10^{8}} m[27]    |
초거성의 반지름이나 쌍성계 구성원 간의 공전궤도 긴반지름 등은 주로 천문단위로 표시한다. 1AU는 태양에서 지구까지의 거리로, 구체적 값은 약 1억 5천만 킬로미터이다.

## 생성과 진화

질량 작은 별(왼쪽)과 무거운 별(오른쪽)의 진화 과정을 나타낸 그림. 각 단계 아래 노란 글씨는 예시 천체이다.

항성은 분자 구름 속에서 태어난다. 이 구름은 성간 물질 중 밀도가 높은 지역(그러나 지구의 진공실보다도 낮은 밀도이다)으로 주로 수소로 이루어져 있으며 약 23~28%의 헬륨 및 수 퍼센트의 중원소도 포함되어 있다. 이렇게 항성이 태어나는 대표적 장소로 오리온 성운을 들 수 있다. 질량이 큰 별은 태어난 뒤 강력한 빛으로 주위 먼지구름을 밝히면서 주변 구름을 이온화하고 H II 영역을 만든다.
모든 별은 삶의 대부분을 주계열 단계로 보낸다. 이 기간에 별은 중심핵에서 수소를 태워서 헬륨으로 바꾼다. 질량이 다른 별들은 진화단계에서 각자 극명하게 다른 물리적 속성을 보여준다. 무거운 별은 주변 환경에 미치는 영향의 형태에 있어 가벼운 별과는 다르다. 천문학계는 항성을 질량에 따라 다음과 같이 분류한다.
- 초저질량별: 질량이 태양의 50 퍼센트 미만으로 점근거성가지(AGB) 단계를 거치지 않고 백색 왜성으로 곧장 진화한다.
- 저질량별: 질량이 태양의 50% 이상, 태양질량의 1.8~2.2배 미만(조성물 차이 때문에 상한선에 차이 발생)으로, 태양이 여기에 속한다. 점근거성가지 단계를 거치며 여기에서 헬륨 축퇴핵이 만들어진다.
- 중간질량별: 헬륨 융합을 거치며 여기에서 탄소-산소 축퇴핵이 만들어진다.
- 고질량별: 최소 질량이 태양의 7~10배이나, 5~6배일 수도 있다. 탄소 융합 과정을 거치며 중심핵이 붕괴하면서 초신성 폭발로 최후를 맞는다.

### 원시별 형성
항성 형성 과정은 분자 구름 내부 중력이 불안정해지면서 시작된다. 또는 초신성 폭발의 충격파나 두 은하의 충돌(폭발적 항성생성은하로 부른다)로도 발생한다. 일단 어떤 영역이 밀도가 충분히 높아져 진즈 불안정성으로 불리는 조건을 만족하면 자기 스스로의 중력 때문에 붕괴하기 시작한다.

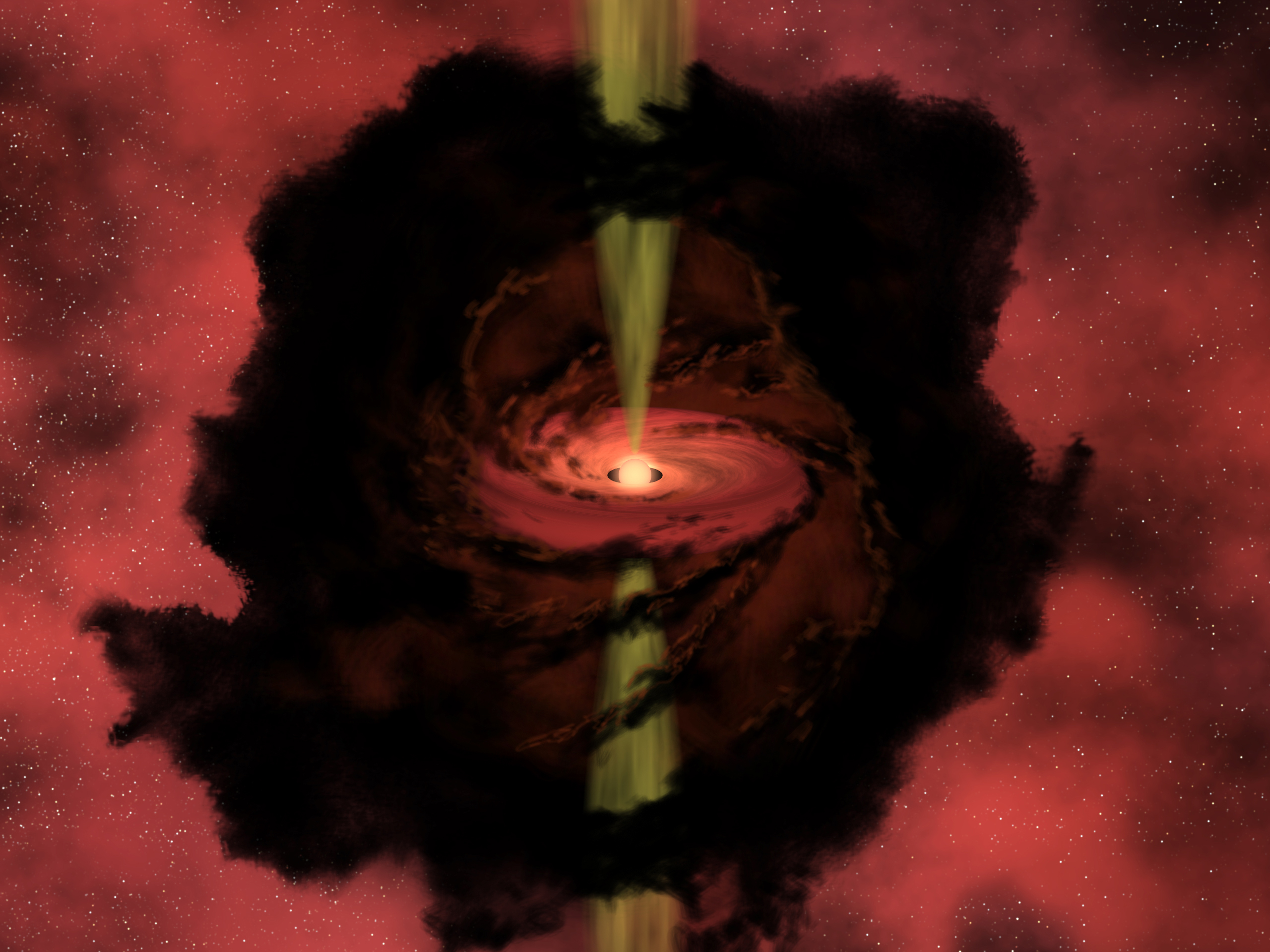
밀도가 높은 분자 구름 속에서 항성이 태어나는 모습의 상상도

분자 구름이 붕괴하면 밀도 높은 먼지 및 가스 덩어리 등은 보크 구상체를 형성한다. 이들의 질량은 태양의 50배에 이른다. 구상체가 스스로의 중력 때문에 수축하면서 밀도가 늘어날수록 중력 에너지는 열로 바뀌며 온도는 올라간다. 원시별 구름이 안정적인 유체 정역학적 평형 상태에 이르면 구름 중심부에서 원시별이 탄생한다. 이런 원시별 주위에는 원시 행성계 원반이 형성된 경우가 많다. 중력 수축 과정은 약 1천만 년에서 1천 5백만 년에 걸쳐 진행된다.
원시성 중 태양 질량 2배 이하를 황소자리 T 항성으로 부르며 그보다 질량이 큰 경우는 허빅 Ae/Be 항성으로 부른다. 이렇게 새로 태어난 별은 자전축 양단에서 허빅-아로 천체로 불리는 성운끼를 발산한다.

### 주계열 단계
항성은 자신의 일생 중 90퍼센트에 이르는 기간을 중심핵의 고압, 고온 환경 아래 수소를 태워 헬륨으로 바꾸는 핵융합 작용을 하면서 보내는데 이 기간을 주계열 단계라고 한다. 주계열 단계에 있는 별을 다른 말로 난쟁이별이라고도 부른다. 영년 주계열로부터 시작해서 중심핵에 축적되는 헬륨의 양은 점차 늘어난다. 그 때문에 중심핵에서 필요한 핵융합 작용의 빈도를 충족시키기 위해서 항성은 천천히 뜨거워지고 밝아진다. 예를 들면 태양의 경우 46억 년 전 영년 주계열에 도달하였을 때에 비해 지금의 태양은 밝기가 40퍼센트 정도 증가한 상태이다.
모든 별은 가스를 우주 공간으로 지속적으로 방출하는데 이를 항성풍이라고 한다. 대부분의 별의 경우 항성풍으로 잃는 질량은 미미하다. 태양은 매년 자기 질량의 10−14배 만큼의 가스를 항성풍으로 날려 보내는데 이 추세라면 태양은 자신의 일생 동안 자기 질량의 1만분의 1을 잃는 셈이다. 그러나 매우 무겁고 밝은 별은 매년 태양 질량의 10−7배에서 10−5배에 해당하는 질량을 방출하며 이는 이들의 진화 과정에도 영향을 미친다. 처음 태어날 때 태양보다 50배 이상 무거운 별은 일생 동안 자기 질량의 절반 정도를 날려 보낸다.

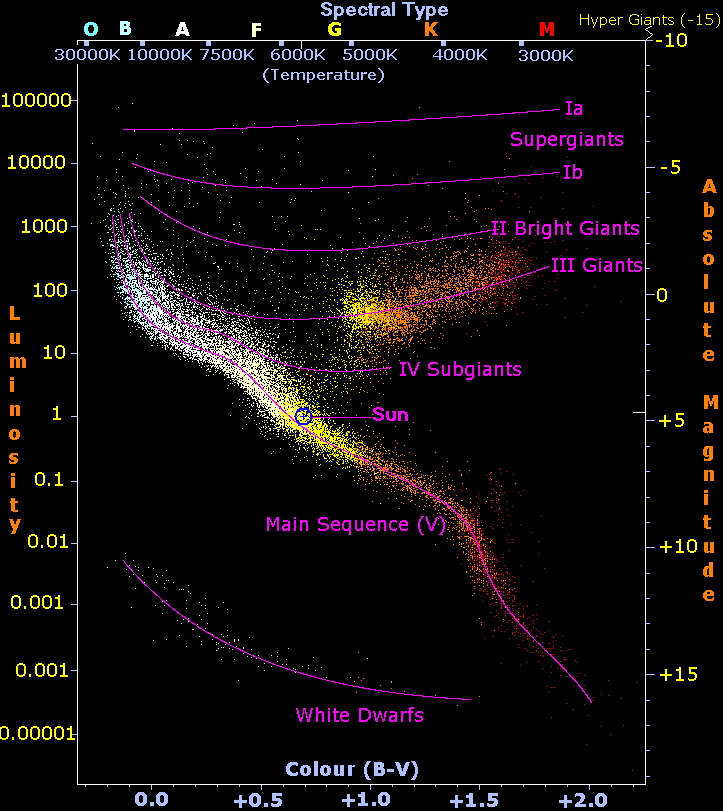
헤르츠스프룽-러셀 도표. 태양은 중앙에 있다(#항성 분류 참조).

주계열상에서 항성이 머물 수 있는 시간은 자신이 가진 수소를 어느 정도 속도로 태우느냐에 달려 있다. 즉 태어날 때의 질량 및 밝기가 항성의 운명을 결정하는 것이다. 태양의 경우 주계열상에서 머물 수 있는 시간은 약 110억 년이다. 태양보다 더 큰 별은 태양보다 연료를 빨리 태우며 빨리 죽는다. 반면 태양보다 질량이 작은 별(적색 왜성 및 오렌지색 왜성)은 연료를 매우 알뜰하게 소비하며 수백억 년에서 수천억 년까지 살 수 있다. 생의 마지막에서 이들은 서서히 식으면서 어두워진 뒤 흑색 왜성이 된다. 그러나 이런 별의 수명은 우리가 아는 우주의 나이(137억 년)보다 길기 때문에 아직까지 흑색 왜성으로 진화한 사례는 없다.
질량 외에도 무거운 원소의 함유량이 그 별의 진화 과정에 영향을 끼친다. 천문학에서는 헬륨보다 무거운 모든 원소를 ‘금속’으로 부르며 항성 내 이들의 화학적 농도를 ‘중원소 함유량’으로 부른다. 금속 함유량은 항성이 수소를 태우는 기간에 영향을 주며 자기장의 생성을 조절하고 항성풍의 강도를 바꾼다. 항성종족 I과 같이 젊은 별은 종족 II처럼 늙은 별보다 중원소를 더 많이 지니는데 그 이유는 이들이 태어난 분자 구름 속에 중원소가 많이 섞여 있었기 때문이다. 늙은 별이 죽음을 맞으면서 외곽 대기에서 방출한 물질로 말미암아 분자 구름 속의 무거운 원소 비율은 시간이 갈수록 증가한다.

### 후 주계열 과정
태양 질량의 0.4배 이상 천체
는 중심핵에 있던 수소를 모두 태우면 외곽층이 부풀어 오르면서 적색 거성으로 된다. 태양은 약 70억 년 후 적색 거성이 될 것이며 반지름은 지금의 250배 정도로 증가하여 지구 궤도 근처까지 부풀어 오를 것이다. 적색 거성 단계에서 태양은 질량의 30퍼센트를 잃게 된다.

태양보다 2.25배 무거운 별의 경우 적색 거성 단계에서의 핵융합 반응은 중심핵 바깥쪽 층에서 계속된다. 중심핵은 헬륨 융합이 일어날 수준까지 압축되며 항성은 서서히 수축하며 표면 온도가 높아진다. 질량이 더 큰 별의 경우 중심핵 부분에서 수소 핵융합은 헬륨 융합 작용으로 급격히 전환된다.
항성이 중심핵에 남아 있는 헬륨을 소진하고 나면, 핵융합 반응은 탄소 및 산소로 이루어진 뜨거운 중심핵 바깥층에서 이루어진다. 그 뒤 항성은 원래의 적색 거성 단계와 평행한 진화 경로를 거치지만 표면 온도는 더 뜨겁다.

#### 무거운 별
태양보다 9배 이상 무거운 별은 헬륨을 태우는 단계에서 적색 초거성으로 진화한다. 중심핵의 헬륨이 소진되면 이들은 헬륨보다 무거운 원소들을 순차적으로 태운다. 중심핵은 탄소를 태울 수 있을 온도와 압력이 나올 때까지 압축된다(탄소 연소 과정 참고). 같은 식으로 적색 초거성은 산소(산소 연소 과정 참고), 네온(네온 연소 과정 참고), 규소(규소 연소 과정 참고)까지 핵융합 작용의 연료로 사용하며 중심부에 무거운 원소들을 계속 축적시킨다. 항성의 목숨이 거의 끝날 즈음 핵융합 작용으로 생성된 물질들은 항성 내부에 양파 껍질처럼 층을 이루게 된다. 각 층은 서로 다른 원소들을 태우는데, 가장 바깥쪽 층은 수소, 그 아래층은 헬륨, 그 아래는 산소, 네온, 규소, …의 식이다.
별의 가장 마지막 단계는 중심부에서 철이 생성될 때이다. 철의 원자핵은 다른 원소들보다 단단하게 결합되어 있기 때문에 이들은 핵융합 작용을 할 경우 에너지를 방출하는 것이 아니라 소비한다. 같은 이유로 철은 핵분열로 에너지를 방출할 수 없다. 질량이 큰 별 중 상대적으로 늙은 별 내부에는 핵융합을 할 수 없고 철로 된 거대한 중심핵이 만들어진다. 이런 별 안에 있는 무거운 원소들은 항성 표면으로 이동하며 항성은 울프-레이에 별로 진화하여 밀도 높은 항성풍의 형태로 외곽 대기를 우주 공간에 뿌린다.

#### 붕괴

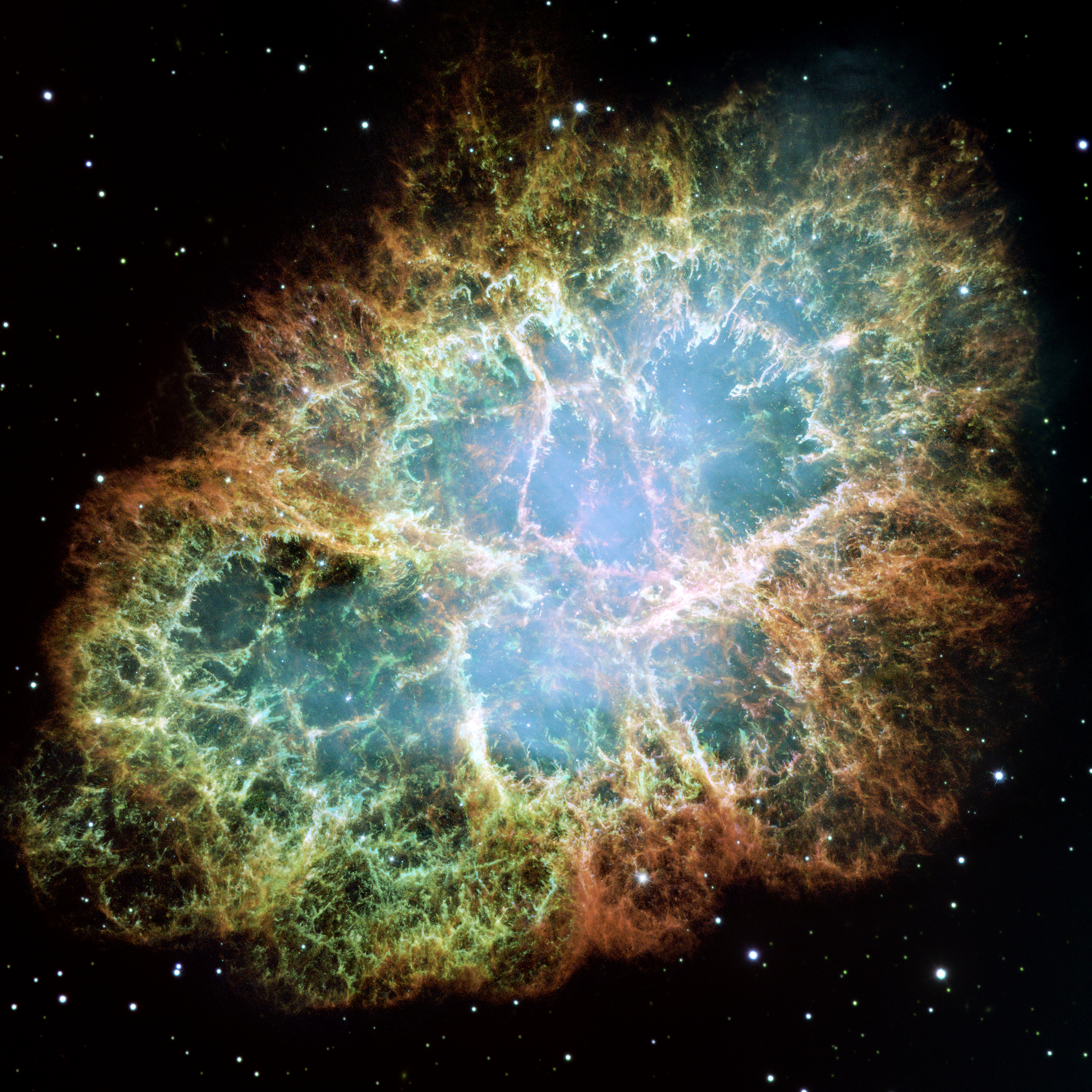
게성운은 서기 1054년 초신성 폭발 뒤의 잔해이다.

평균 정도 질량을 가진 별은 진화의 마지막 단계에서 외곽 대기를 행성상 성운의 형태로 우주 공간으로 방출한다. 만약 외곽 대기를 날려 보낸 후 남은 질량이 태양의 1.4배 이하일 경우 별은 지구 정도 크기로 수축하며 백색 왜성이 된다. 백색 왜성 내부의 전자 축퇴 물질은 더 이상 플라즈마가 아니다(보통의 항성은 플라즈마의 덩어리이다.). 백색 왜성은 매우 긴 시간에 걸쳐 천천히 식으면서 흑색 왜성이 된다.
외곽 대기를 날려 보낸 후 남은 질량이 태양보다 1.4배 이상 더 큰 별의 경우 철로 된 중심핵에서 자신의 질량을 더 이상 지탱할 수 없을 때까지 핵융합이 계속된다. 이 핵은 전자가 양자 속으로 밀려들어가서, 역베타 붕괴 폭발 혹은 전자 포획 형태로 중성자 및 중성미자를 만들면서 빠르게 붕괴한다. 이와 같은 급속한 붕괴로 생기는 충격파로 인해 항성의 나머지 부분은 초신성 폭발을 일으키게 된다. 초신성은 매우 밝아서 어떤 경우는 은하 전체의 밝기와 맞먹는 빛을 뿜기도 한다. 우리 은하 내에서 초신성 폭발이 관측되었을 때 마치 아무것도 없는 곳에서 별이 태어난 것처럼 보였으므로 이들을 ‘새로운 별’[新星]로 부르기도 했다.
원래 지니고 있던 질량의 대부분을 초신성 폭발로 날려 보내고 난 뒤(이 경우 게성운과 같은 잔해를 형성한다) 남은 물질들은 중성자별(펄사나 엑스선 버스터를 중성자별의 일종으로 보기도 한다)이 되거나 잔해를 뿌리고 난 뒤 중심부에 남은 물질이 태양 질량의 4배가 넘는 천체들처럼 가장 무거운 별의 경우는 블랙홀이 되기도 한다. 중성자별 내부 물질은 중성자 축퇴 물질 상태에 있으며 아마도 중심핵 부분은 더 야릇한 축퇴 물질인 쿼크 물질(QCD 물질)로 이루어져 있을 것이다. 블랙홀의 내부 물질이 어떤 상태에 있는지는 아직까지 밝혀지지 않았다.
죽어가는 별 외곽부에서 방출된 중원소를 포함한 물질은 새로운 별을 만드는 재료로 재활용된다. 이런 무거운 원소로부터 지구와 같은 암석 행성이 탄생한다. 초신성 폭발 물질 및 거대 항성의 항성풍은 성간 물질을 구성하는 데 중요한 역할을 담당한다.

## 분포

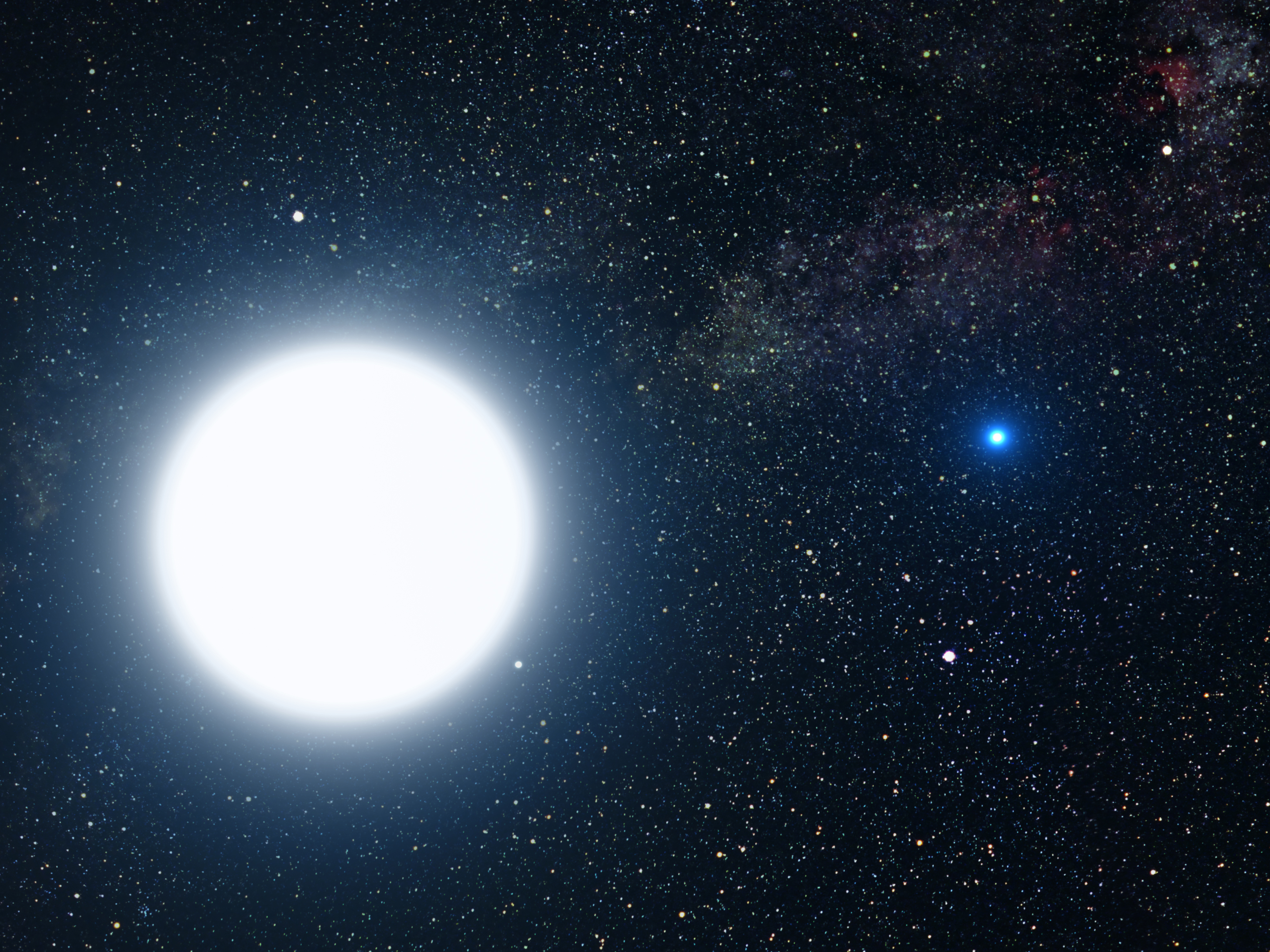
시리우스 항성계. 주성 A와 반성인 백색 왜성의 상상도.

항성은 태양처럼 홀로 생겨나기도 하지만 두 개 이상의 별이 동시에 생겨 서로 공전하기도 한다. 다중성계 중 가장 흔한 것은 쌍성이다. 그러나 세 개 이상의 별로 이루어진 항성계도 발견된다. 안정된 공전 궤도를 유지하는 차원에서 세 개 이상의 별은 보통 계층 구조를 이루고 있다. 계층 구조란 행성 주위를 위성이 도는 것처럼 항성도 서로를 도는 작은 계가 다시 더 큰 계를 한 개체로서 도는 구도를 말한다. 성단과 같이 더 큰 항성계도 존재한다. 성단은 성협과 같이 별 몇 개가 느슨하게 묶인 집단으로부터 구상 성단처럼 수백 수천 개의 항성이 빽빽하게 뭉친 경우까지 다양하다.
항성 대부분이 서로 중력으로 묶여 있는 다중성계를 구성하고 있을 것이라는 가정은 오랫동안 정설로 인정되어 왔다. 이는 매우 무거운 O나 B형 항성의 경우는 잘 들어맞는 가설이다. 이러한 무거운 별의 약 80퍼센트는 다중성계를 구성하고 있다. 그러나 질량이 작은 별일수록 홑별(single star)의 비율은 많아진다. 적색 왜성의 경우 85퍼센트가 홑별로 추측된다. 적색 왜성이 은하 내 항성 대부분을 차지한다면 우리 은하에 있는 별은 태어날 때부터 대부분이 홑별인 셈이다. 그러나 홑별이 차지하는 비중이 50퍼센트가 되지 않는다는 주장 도 있는 등 홑별과 그렇지 않은 계(系)의 비율은 논란의 대상이다.
별은 전 우주 차원에서는 균일하게 퍼져 있지 않다. 그러나 은하 단위로 살펴보면 성간 가스 및 성간 물질과 함께 균일하게 무리를 짓고 있다. 전형적인 은하에는 수천억 개의 별이 있으며 관측 가능한 우주 내에 존재하는 은하의 수는 총 1천 억 개에 이른다. 별은 주로 은하에 존재하는 것으로 알려졌지만 은하와 은하 사이 공간에 있는 별도 발견되었다. 천문학자들은 관측 가능한 우주 영역 내에 적어도 700해(垓) 개에 이르는 항성이 존재한다고 생각하고 있다. 이 수효는 4천억 개의 별로 이루어진 우리 은하를 1천 750억 개 모아야 채울 수 있는 수치이다.
항성 자체는 지구에 비하면 압도적으로 무겁고 밝은 존재이지만 항성과 항성 사이는 엄청나게 떨어져 있다. 태양을 제외하고 지구에서 가장 가까운 항성은 켄타우루스자리 프록시마로 빛의 속도로 4.2년이 걸리는 거리에 있다. 이 거리는 39조 9천억 킬로미터에 이르며, 태양에서 명왕성까지 거리의 6000배에 이르는 간격이다. 프록시마에서 떠난 빛이 지구에 이르기까지는 4.2년이 걸린다. 우주 왕복선의 지구 궤도선상 속도(시속 3만 킬로미터)로 프록시마까지 가려면 15만 년이 걸린다. 이 정도는 은하면에 존재하는 별 사이에서는 평균보다 약간 가까운 거리에 해당한다. 은하 중심 또는 구상 성단에 있는 별들 사이의 거리는 훨씬 가깝고, 은하 헤일로에 있는 별들 사이의 거리는 훨씬 멀다.
은하핵 바깥쪽에 위치한 별들 사이의 거리가 매우 멀기 때문에 별과 별이 서로 충돌하는 일은 드물 것으로 여겨진다. 구상 성단이나 은하 중심부처럼 별들의 밀도가 높은 곳은 별끼리 충돌하는 일이 상대적으로 더 흔할 것이다. 이런 항성끼리의 충돌은 청색 낙오성을 만들어 낸다. 이 비정상적인 별들은 성단 내 비슷한 밝기의 주계열성에 비해 표면 온도가 더 높다.

## 특징
항성의 운명은 처음 태어날 때의 질량에 따라 대부분 결정된다. 초기 질량은 그 별의 밝기, 크기, 진화 과정, 수명 및 최후를 맞는 양상 등을 결정하는 요인이다.

### 나이
별의 나이는 대부분 1억 살에서 100억 살 사이이다. 일부 별은 우주의 나이와 비슷한 137억 살 근처일 것으로 보인다. 이전까지 가장 나이가 많은 별은 HE 1523-0901(예상 수명은 132억 살)로 알려졌으나, 2013년 기준으로 가장 오래된 항성이자 천체는 HD 140283으로 그 추정 나이는 약 136억 6!000만년에서 약 152억 6,000만년 사이이다. 이에 NASA는 이 별에 성경에서 가장 장수한 인물로 나오는 므두셀라에서 딴 “므두셀라 별(Methuselah star)”이라는 별명을 붙였다.
무거운 별은 중심핵의 압력이 매우 커서 수소를 작은 별보다 훨씬 빨리 태우기 때문에 질량이 큰 별일수록 수명은 짧다. 가장 질량이 큰 별은 백만 년 정도 사는 반면 적색 왜성처럼 질량이 작은 별은 연료를 매우 느리게 태우므로 수백억 년에서 수천억 년까지 산다.

### 화학적 조성
항성이 태어날 때의 구성비는 대체로 70퍼센트의 수소, 28퍼센트의 헬륨 및 나머지 2퍼센트 중원소로 되어 있다. 무거운 원소의 비율은 통상적으로 항성 상층부 대기 내에 포함된 철(iron)의 함유율로 표시하는데 이는 철이 상대적으로 흔한 원소이자 흡수선이 강하게 나타나서 측정하기 쉽기 때문이다. 별이 태어나는 분자 구름은 초신성 폭발이 일어나면서 중원소 함량이 점차 늘어나기 때문에, 한 항성 내의 중원소 함유량을 통해 그 별의 나이를 알 수 있다. 무거운 원소의 함량은 그 항성이 주위에 행성을 거느리고 있는가를 추측하는 지표이기도 하다.
지금까지 발견된 사례 중 가장 금속 함유량이 적은 별은 HE1327-2326으로 이 별의 중원소 함유비는 태양의 20만 분의 1에 불과하다. 반대로 사자자리 뮤의 중원소 함유율은 태양의 두 배에 이르며 행성을 거느린 허큘리스자리 14의 경우 중원소 비율이 세 배에 이른다. 크로뮴이나 희토류 원소와 같이 화학적 특이성을 보여 스펙트럼상 평범하지 않은 원소가 많이 함유된 경우도 존재한다.

### 반지름

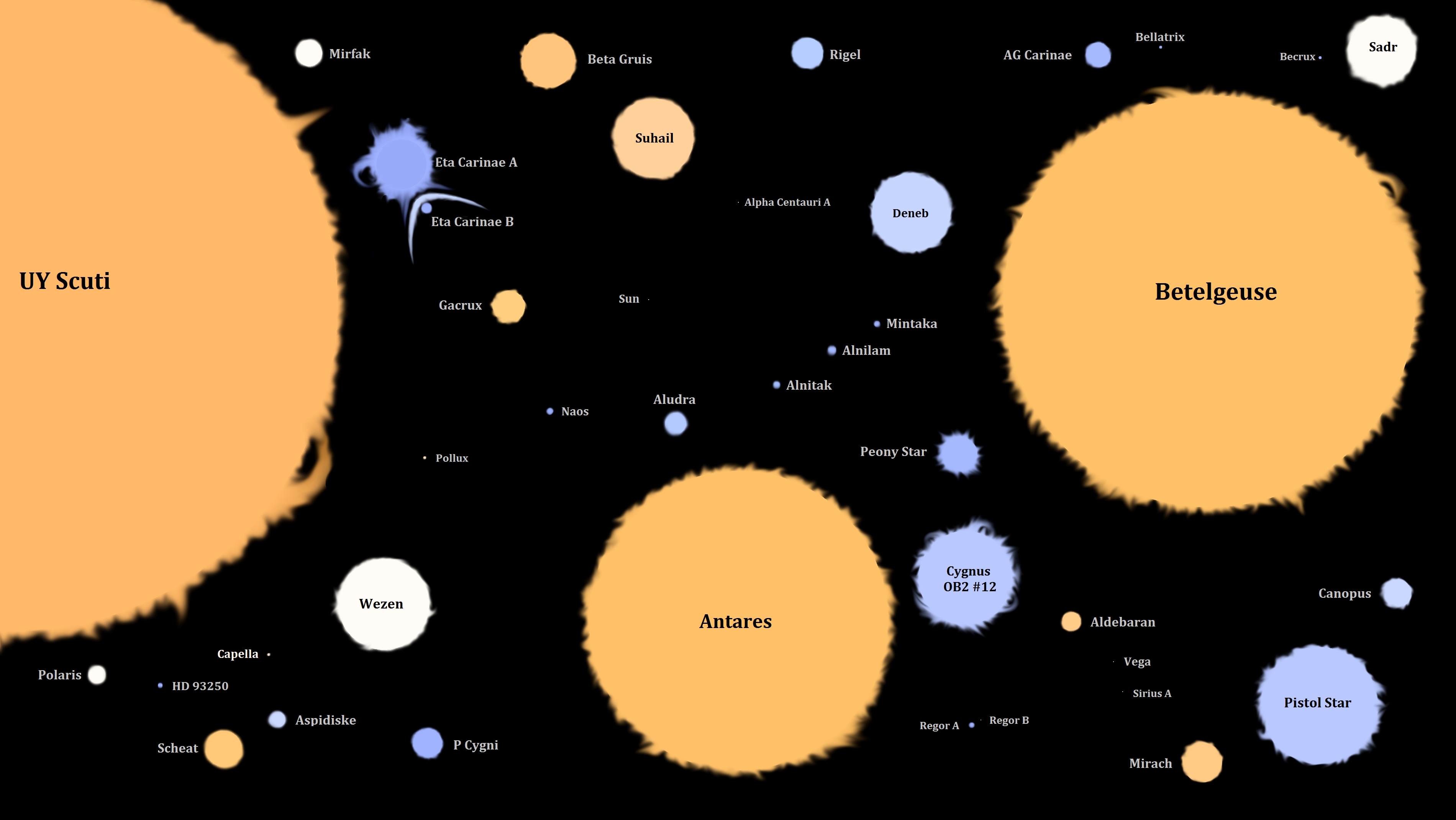
잘 알려진 별들의 겉보기 색과 크기. 태양(Sun)은 가운데 있다.

지구에서 너무 멀리 떨어져 있기 때문에 태양을 제외한 별은 지구에서 볼 때 지구 대기 때문에 깜빡거리면서 빛나는 점으로 보인다. 태양은 항성이지만 지구에서 매우 가깝기 때문에 원반 형태로 보이는 것이다. 태양을 빼면 그 다음으로 시지름이 큰 별은 황새치자리 R로 시지름은 고작 0.057초각에 불과하다.
별의 시지름은 대부분 지상에서 망원경을 이용하여 관찰하기에는 너무 작기 때문에 간섭계를 사용하여 크기를 측정한다. 간섭계 외에 항성 반지름을 재는 다른 방법으로 엄폐 현상을 이용하기도 한다. 달이 특정 항성을 가리거나 다시 드러내는 순간 항성의 밝기가 변화하는 수치를 정확히 측정하여 항성의 각지름을 계산할 수 있다. 쌍성계에서 한 별이 다른 별을 가리면서 광도가 변화하는 것을 통해 항성의 지름을 구하기도 한다.
별의 실제 반지름은 종류와 진화 단계에 따라 다양하다. 중성자별의 경우 고작 20~40킬로미터에 불과하며 오리온자리에 있는 베텔게우스와 같은 초거성의 경우 태양 반지름의 650배(9억 킬로미터)에 이른다. 그러나 베텔게우스의 밀도는 태양에 비해 매우 희박하다.

### 운동
태양에 대한 항성의 움직임을 통해 항성의 나이 및 탄생 장소, 가까운 은하의 구조 및 진화에 대한 지식을 얻을 수 있다.
시선 속도는 항성의 스펙트럼선을 이용한 도플러 효과로 구할 수 있으며 단위는 km/sec(초당 킬로미터)로 나타낸다. 고유 운동은 정밀 측성 장치로 값을 구하며 단위는 연간 밀리초각으로 나타낸다. 별의 시차가 주어지면 고유 운동을 속도로 변환할 수 있다. 고유 운동 값이 큰 별은 상대적으로 태양과 가까우며, 이들은 시차 측정이 쉬운 대상들이다.
고유 운동 및 시선 속도 값을 모두 알고 있다면 한 항성이 태양 또는 은하에 대하여 움직이는 우주 속도를 계산할 수 있다. 근처의 별 중 종족 I 항성은 대체로 늙은 종족 II 항성에 비해 운동 속도가 느린 것으로 관측되었다. 종족 II 항성은 은하면에 대하여 기울어진 타원 궤도를 그리면서 공전하는 것으로 밝혀졌다. 인접한 항성의 움직임을 비교하여 성협의 존재를 알게 되었다. 성협의 구성원은 큰 규모의 분자 구름 속에서 한꺼번에 태어났으며 같은 고유 운동을 보인다.

### 자기장

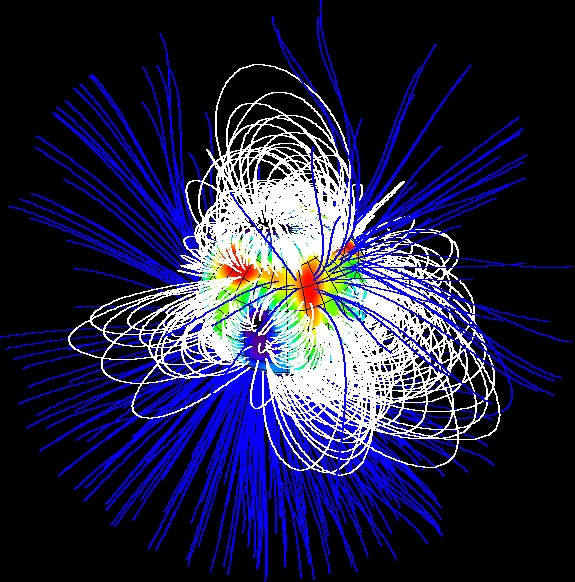
마차부자리 SU(황소자리 T 항성, 원시 항성임)의 표면 자기장. 지만-도플러 화상법으로 재구성함.

별의 자기장은 내부의 대류 순환 작용을 통하여 발생한다. 다이너모 과정과 유사한 플라즈마 전도 작용을 통해 항성은 별 전체에 걸쳐서 자기장을 형성한다. 자기장의 세기는 별의 질량 및 화학적 조성에 따라 다르며 표면에서의 자기 활동량은 항성의 자전 속도에 따라 달라진다. 이와 같은 표면 활동을 통해 흑점이 생겨나며 이는 강한 자기장이 발생하는 지역으로 주변보다 온도가 낮다. 코로나 루프는 활성화된 표면 영역에서 코로나 영역으로 활 모양처럼 솟구쳐 오르는 자기장이다. 항성 플레어는 고에너지 입자들의 폭발로, 앞과 동일한 자기 활동 때문에 생겨나는 현상이다.
젊고 빠르게 자전하는 별은 자기장이 강하기 때문에 표면 활동도 더 활발한 성향이 있다. 자기장은 별의 항성풍에 영향을 끼치기도 하나, 별의 자전에 제동을 걸어 자전 주기를 서서히 느려지게 만들기도 한다. 따라서 태양처럼 비교적 긴 세월을 살아 온 항성의 경우 자전 속도는 매우 느리며 표면 활동량 역시 작다. 자전 속도가 느린 별의 표면 활동량은 주기적으로 변동을 보이는 성향이 있으며 일정 기간 항성 전체가 활동을 멈추기도 한다. 예를 들면 태양은 70년 주기로 거의 흑점 활동을 멈추는 기간이 있는데 이를 몬더 극소기로 부른다.

### 질량
질량이 큰 별 중 하나로 꼽는 것은 용골자리 에타로 에타 별의 질량은 태양의 100~150배에 이르며, 수명은 매우 짧아서 수백만 년 정도에 불과하다. 최근 아치스 성단을 연구한 결과 현 우주의 상태에서 항성 질량의 상한선은 태양의 150배로 추측하고 있다. 상한선이 왜 150배에서 멈추는지 원인은 완전히 규명되지 않았으나 에딩턴 한계가 그 원인 중 하나인 것으로 알려져 있다. 에딩턴 한계는 항성이 대기를 우주 공간으로 날려 보내지 않는 한도 내에서 가장 밝게 빛나는 한계점을 일컫는다.

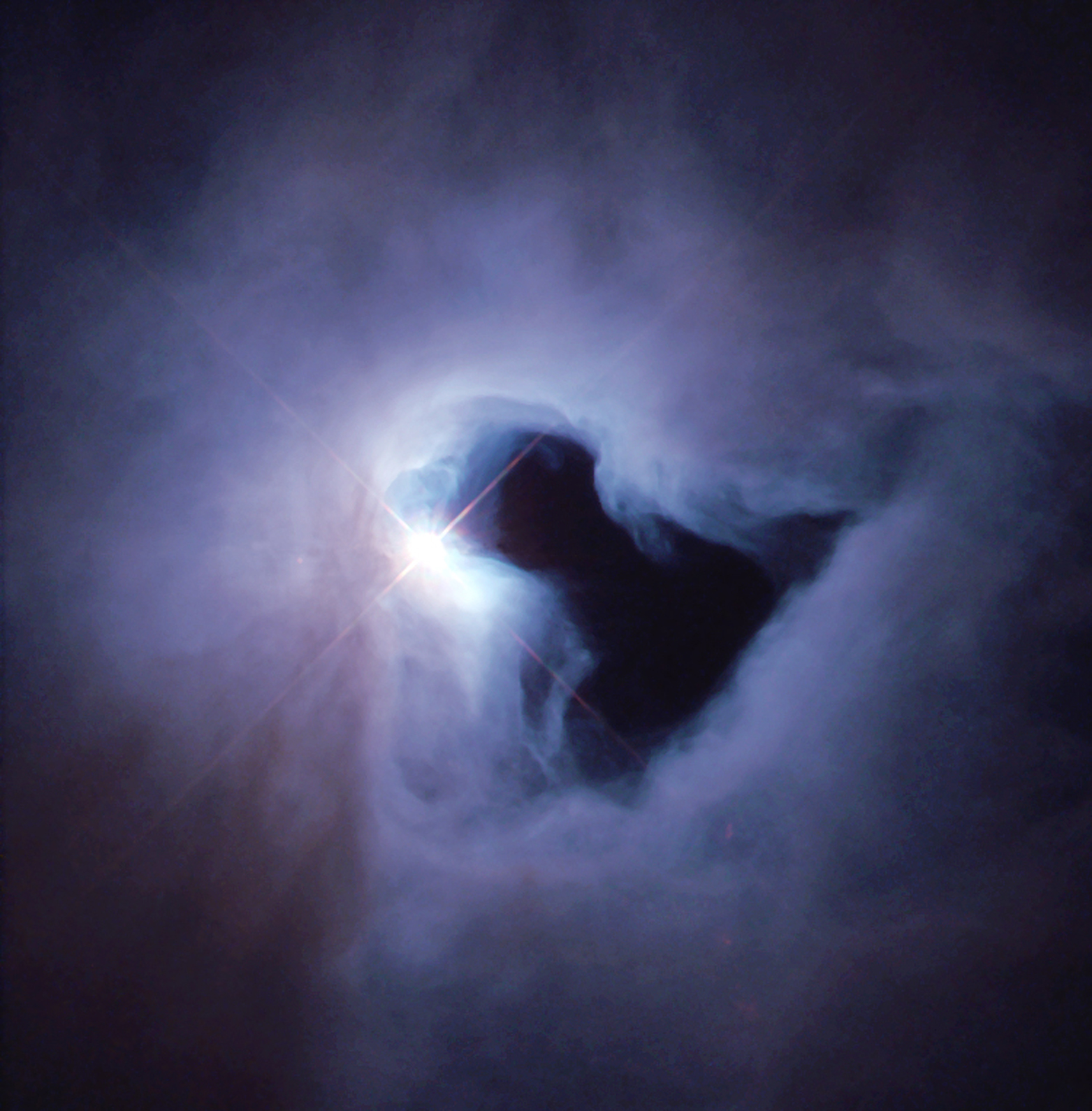
사진 중앙의 오리온자리 V380은 태양 질량의 3.5배에 이르는 변광성으로, 주변의 반사 성운 NGC 1999를 밝히고 있다.

빅뱅 이후 최초로 생겨난 별은 리튬보다 무거운 중원소가 거의 없었기 때문에 질량이 매우 컸으며 태양 질량의 약 300배에 이르는 별이 탄생했을 것으로 추측하고 있다. 그러나 이처럼 극도로 무거운 별(종족 III 항성)은 매우 빨리 죽었으며 현 시점에서는 이론상의 존재일 뿐이다.
2010년 7월 22일에 보도된 자료에 따르면 최근 발견되어 R136a1로 명명된 별은 현재 태양보다 265배 정도 무겁다고 관측되었으며 태어났을 당시에는 320배 정도 무거웠을 것으로 추정된다. 생성의 원인에 대해서는 아직 밝혀지지 않았다.
황새치자리 AB의 반성 황새치자리 AB C의 질량은 목성의 93배에 불과하며, 이는 지금까지 관측된 중심핵에서 핵융합을 하는 항성 중 가장 작은 존재이다. 태양과 중금속 함유량이 비슷한 별은 이론적으로 중심부에서 핵융합 작용을 일으켜 항성이 되기 위해서는 최소 목성 질량의 75배가 되어야 한다. 그런데 최근 아주 희미한 별들을 연구한 결과 금속 함유량이 매우 낮은 천체가 항성이 되기 위해서는 최소 태양 질량의 8.3퍼센트 또는 목성 질량의 87배가 되어야 하는 것으로 밝혀졌다. 질량이 가스 행성과 항성의 중간 정도 되어 핵융합 작용을 일으킬 상태가 되지 못하는 천체를 갈색 왜성으로 부른다.
항성의 반지름과 질량으로부터 표면 중력이 결정된다. 거성은 주계열성에 비하여 표면 중력이 매우 낮다. 반면 중성자별이나 백색 왜성은 막대한 중력을 지니고 있다. 표면 중력은 항성의 스펙트럼에도 영향을 끼치는데 중력값이 큰 항성에서는 흡수선의 폭이 넓어진다.

### 자전
항성의 자전 주기는 분광학적인 측정법을 쓰거나 항성표면 흑점이 이동하는 속도를 측정함으로써 값을 구할 수 있다. 젊은 별의 적도 자전 속도는 초속 100킬로미터를 넘는다. 예를 들면 분광형 B의 청색 주계열성 아케르나르의 경우 적도 자전 속도는 초당 225킬로미터 이상에 이른다. 이 별은 자전 속도가 너무 빨라서 적도 쪽이 부풀어 오른 회전 타원체 모양이다. 만약 이 별이 조금 더 빠르게 자전해서 초당 300킬로미터에 이르면 별은 산산조각으로 찢겨 나갔을 것이다. 반대로 태양의 자전 주기는 25일~35일 정도로 적도에서의 공전 속도는 초당 1.994킬로미터에 불과하다. 항성이 생성하는 자기장 및 항성풍은 주계열 기간에 머무르는 동안 별의 자전 속도를 크게 낮춘다.
밀집성은 작은 질량까지 수축하기 때문에 매우 빨리 자전한다. 그러나 이들은 각운동량 보존 법칙(회전하는 천체가 수축하여 덩치가 줄어드는 만큼 회전 속도가 늘어나는 현상)에 따라 수치에 비해 상대적으로 느린 속도를 보인다. 항성 각운동량 중 많은 부분은 항성풍으로 질량을 잃는 과정에서 소실된다. 그럼에도 불구하고 펄사의 자전 속도는 매우 빠르다. 예를 들면 게성운 중심부에 남은 게성운 펄사는 초당 30번 회전한다. 펄사의 자전 속도는 복사 에너지 방출 때문에, 시간이 지날수록 천천히 느려질 것이다.

### 온도
주계열 단계에 있는 항성의 온도는 중심핵에서 핵융합 작용을 하는 강도 및 반지름에 따라 결정되며 보통 색지수로 표시한다. 온도는 보통 유효 온도로 표시하며 이는 표면 전체에서 균일한 밝기의 복사 에너지를 방출하는 이론적 흑체의 온도이다. 유효 온도는 단지 대푯값일 뿐 실제 항성의 경우 중심핵에서 표면까지의 거리가 멀수록 실제 온도는 감소한다. 항성의 중심핵 부분의 온도는 수백만 켈빈에 이른다.
항성의 온도에 따라 특정 원소가 이온화되거나 복사 에너지화되어 스펙트럼 상에 독특한 흡수선을 형성하게 된다. 항성의 표면 온도 및 절대 등급, 스펙트럼 흡수선에 따라 항성을 분류한다(#항성 분류 참고).
질량이 큰 주계열성은 표면 온도가 5만 켈빈에 이른다. 반면 태양과 같이 보통 크기의 항성은 표면 온도가 수천 켈빈 정도이다. 적색 거성은 3,600켈빈 이하로 상대적으로 차갑지만 전체 표면적이 매우 크기 때문에 총체적 광도는 주계열성에 비해 상승한다.

## 복사 작용
핵융합의 부산물로 별이 발산하는 복사 에너지는 전자기파 및 입자 방사선의 형태로 우주 공간에 분출된다. 입자 방사선은 항성풍의 형태로 발산되며 이 항성풍은 항성 외곽 대기에서 나온 전기적으로 대전된 입자(다시 말해 자유 양성자, 알파 입자, 베타 입자) 및 항성 중심핵에서 나온 중성미자가 지속적으로 흐르는 것이다.
중심핵에서 생산되는 복사 에너지는 항성이 아주 밝게 빛나는 이유이다. 매 순간 한 원소 내 두 개 이상의 원자핵은 서로 융합되어 더 무거운 새로운 원자핵을 형성한다. 여기서 생성되는 에너지는 항성의 바깥쪽 층에 도달함과 함께 전자기 에너지, 가시광선과 같은 다른 형태의 에너지로 바뀐다.
항성의 색은 광구를 포함한 항성 외곽 층의 온도 및 가시광선 영역 내 최고 주파수가 좌우한다. 가시광선 외에도 항성은 인간의 눈에 보이지 않는 전자기 복사 에너지를 발산한다. 실제로 항성은 전자기 스펙트럼의 모든 영역에서 복사 에너지를 방출하는데 길게는 전파 및 적외선 영역으로부터 짧게는 자외선, 엑스선, 감마선까지 뿜어낸다. 이 성질은 적색 왜성처럼 차가운 별부터 청색 초거성처럼 아주 뜨겁고 밝은 별까지 일치하는 속성이다.
항성 스펙트럼을 이용하여 천문학자들은 한 항성의 표면 온도 및 표면 중력, 중원소 함유량, 자전 주기를 알 수 있다. 시차법 등을 이용하여 항성까지의 거리를 알고 있다면 밝기를 구할 수 있다. 그 후 항성 모형에 기초해서 질량을 비롯한 반지름, 표면 중력, 자전 속도를 구할 수 있다(쌍성의 경우 질량을 곧장 알아낼 수 있다). 또한 중력 렌즈 기법으로 항성의 질량을 알 수 있게 되었다.) 앞서 구한 자료로부터 항성의 나이를 알아낼 수 있다.

### 광도
천문학에서 밝기는 기준 시간 동안 항성 한 개가 발산하는 빛의 강도 및 다른 형태의 복사 에너지를 말한다. 항성의 밝기는 반지름과 표면 온도로 구할 수 있다. 그러나 많은 별은 모든 표면에 걸쳐 균일한 플럭스(기준 면적에 가해지는 복사 에너지의 양)로 발산하지는 않는다. 예를 들어 빠르게 자전하는 베가의 경우 양극이 적도 부분보다 더 많은 플럭스로 발산한다.
항성 표면의 평균 밝기보다 온도가 낮고 어두운 부분을 흑점이라고 부른다. 태양처럼 상대적으로 크기가 작은 항성의 표면은 거의 특징이 없이 밋밋한 원반 위에 작은 흑점 여럿을 지닌다. 태양보다 더 큰 거성의 흑점은 더 크고 뚜렷하며 주연 감광 현상을 보여 준다. 주연 감광이란 항성 원반의 바깥쪽으로 갈수록 밝기가 어두워지는 현상을 말한다. 고래자리 UV 등 플레어 별과 같은 적색 왜성의 경우 표면에 뚜렷한 흑점이 여럿 나타난다.

### 밝기 등급
한 항성의 밝기는 겉보기 등급을 측정해서 값을 구한다. 겉보기 등급은 항성의 밝기, 지구에서의 거리, 지구 대기의 영향 등에 따라 결정된다. 절대 등급은 모든 별을 지구에서 32.6광년(10파섹) 떨어진 곳에 세워 놓았다고 가정했을 때의 밝기로 별 자체의 광도와 관련이 깊다.
| 기준 겉보기 등급 | 별의 개수 |
| ---------------- | --------- |
| 0                | 4         |
| 1                | 15        |
| 2                | 48        |
| 3                | 171       |
| 4                | 513       |
| 5                | 1,602     |
| 6                | 4,800     |
| 7                | 14,000    |

절대 등급, 겉보기 등급 모두 로그 단위를 이용하여 표시한다. 별의 밝기에서 1등급의 차이는 약 2.5배이다. 2.5의 5제곱은 약 100이 된다. 여기서 1등급 별은 2등급 별보다 2.5배 밝고, 6등급 별보다 100배 밝다는 것을 알 수 있다. 날씨가 가장 좋을 때 사람의 눈으로 볼 수 있는 가장 어두운 별은 6등급 정도 밝기이며, 천구 전체에 걸쳐 6등급 이상의 눈에 보이는 별의 수는 약 6000개 남짓 수준이다.
절대 등급과 겉보기 등급 모두 수치가 작아질수록 밝은 별이며 수치가 클수록 어두운 별이다. 가장 밝은 별의 경우 절대 등급과 겉보기 등급의 값이 작다. 밝은 별과 어두운 별 사이 밝기 등급 차이를 구하려면 어두운 별의 밝기 등급에서 밝은 별의 밝기 등급을 뺀 뒤 그 값을 기준값 2.512의 지수로 사용하면 된다. 공식으로 간단히 나타내면 다음과 같다.
{\displaystyle \Delta {m}=m_{f}-m_{b}}
{\displaystyle 2.512^{\Delta {m}}=} 밝기 편차
자체 밝기 및 지구에서의 거리에 따라 한 항성의 절대 등급 및 겉보기 등급은 달라진다. 예를 들면 시리우스의 겉보기 등급은 −1.44이지만 절대 등급은 +1.41이 된다.
태양의 겉보기 등급은 −26.7이지만 절대 등급은 +4.83에 불과하다. 따라서 밤하늘에서 가장 밝은 별 시리우스는 태양보다 23배 밝은 셈이 된다. 밤하늘에서 시리우스 다음으로 밝은 카노푸스는 절대 등급이 −5.53으로 태양보다 14000배 밝다. 실질적으로는 카노푸스가 시리우스보다 훨씬 밝음에도 불구하고 우리 눈에는 시리우스가 더 밝게 보인다. 이는 시리우스는 지구에서 고작 8.6광년 떨어져 있는 반면 카노푸스는 310광년 떨어져 있기 때문이다.
2015년 기준으로 관측된 항성 중 가장 밝은 존재는 R 136a1으로 절대 등급은 무려 −12.23에 이른다. 여기서 계산한 이 별의 밝기는 태양의 616만 배 정도이다. 현재까지 알려진 별 중 가장 어두운 것은 NGC 6397 성단 내에 있다. 여기서 발견된 적색 왜성들의 겉보기 등급은 26이었고 28등급의 백색 왜성도 발견되었다. 이 별의 밝기는 달 표면에 있는 촛불을 지구에서 관측했을 때의 밝기와 맞먹는다.

## 항성 분류
| 분광형 | 표면 온도         | 예                       |
| ------ | ----------------- | ------------------------ |
| O      | 20,000 K 이상     | 나오스                   |
| B      | 10,500 ~ 20,000 K | 리겔                     |
| A      | 7,500 ~ 10,500 K  | 베가                     |
| F      | 6,000 ~ 7,500 K   | 프로키온 A               |
| G      | 5,500 ~ 6,000 K   | 태양                     |
| K      | 4,000 ~ 5,500 K   | 케이드 A                 |
| M      | 2,600 ~ 4,000 K   | 바너드 별                |
| L      | 1,600 ~ 2,600 K   | cha 110913-773444        |
| T      | 750 ~ 1,600 K     | 2MASS J09393548-2448279  |
| Y      | 450 ~ 750 K       | ULAS J133553.45+113005.2 |

매우 뜨거운 O형부터 상층 대기에 분자가 생성될 수 있을 정도로 차가운 M형까지 스펙트럼에 따라 항성을 나누는 여러 기준이 있다. 가장 많이 쓰이는 분류 기호는 O, B, A, F, G, K, M으로 표면 온도가 뜨거운 것에서 차가운 순서에 따라 7개로 구별한 것이다. 독특한 양상을 보이는 별의 경우 특수 분류 기호를 쓴다. 가장 흔한 사례는 L과 T형으로 이들은 차가운 M형 별 및 갈색 왜성이다.
각 기호마다 아라비아 숫자로 0부터 9까지 다시 나눈다. 이 체계는 표면 온도를 기준으로 한다. 다만 현재까지 발견된 가장 뜨거운 항성은 O2로(예: HD 269810), O0과 O1 분광형을 갖는 항성이 존재할 가능성은 거의 없다.
항성은 부피 및 표면 중력에 따라 다른 스펙트럼선을 나타내는데(이를 광도 효과라고 부른다.) 이 기준에 따라 항성을 나누기도 한다. 가장 거대한 초거성 0부터 시작하여 거성 III, 주계열성 V, 가장 작은 백색 왜성 VII처럼 부피가 작아짐에 따라 로마 숫자가 증가한다. 대부분의 별은 수소를 중심핵에서 태워서 핵융합을 통해 빛과 열을 내는 주계열 단계에 있다. 이들은 헤르츠스프룽-러셀 도표에서 일정한 선을 그리면서 배열되어 있다. 우리 태양을 표면 온도 및 표면 중력에 따라 표시하면 G2V로 표면 온도가 G에서 세 번째로 뜨거운 그룹에 속하는 동시에 주계열성 상태라는 의미이다(G형 주계열성을 황색 왜성이라고도 부른다). 우리 태양은 온도가 제법 높고 질량도 큰 편에 속한다.
특이한 현상을 보이는 별은 앞에서 설명한 기호 옆에 작은 글씨를 덧붙인다. 예를 들면 “e”는 방출선 현상을 보이는 항성에 붙이는 기호이며 “m”은 중원소 성분이 강하게 검출되는 별이고, “var”는 분광형이 일정하지 않은 별에 사용한다.
백색 왜성의 경우 분광형 기호로 D를 쓴다. 스펙트럼에 나타나는 특정 분광선에 따라 이를 다시 세분하여 DA, DB, DC, DO, DZ, DQ 등으로 표시한다. 세분한 기호 뒤에 온도에 따라 아라비아 숫자를 다시 덧붙여 표시한다. 예를 들면 시리우스 B의 분광형은 DA2이다.

## 변광성

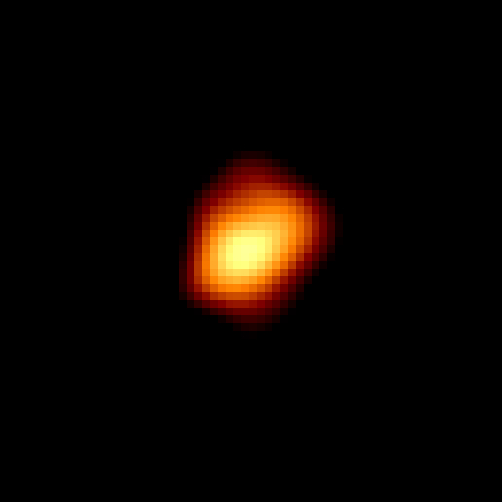
나사 허블 우주 망원경이 촬영한 변광성 미라의 모습.

변광성으로 불리는 항성은 외부적 또는 내부적 요인 때문에 밝기가 규칙적으로 또는 불규칙적으로 변화한다. 내부적 요인에 따라 변광성은 크게 세 무리로 나눌 수 있다.
첫째, 항성 진화에서 겪는 변광 과정이다. 항성이 나이를 먹으면서 몇몇 별은 헤르츠스프룽-러셀 도표에서 변광성의 성질을 보이는 영역을 통과하게 된다. 이 단계를 보이는 항성을 맥동 변광성으로 부른다. 맥동 변광성은 시간이 지남에 따라 밝기와 반지름에 큰 변화를 보이며, 짧게는 몇 분에서 길게는 몇 년의 주기에 걸쳐 수축과 팽창을 반복한다. 이 부류에 속하는 항성에는 케페우스형 변광성과 미라형 변광성(장주기 변광성)이 있다.
둘째, 분출 변광성이 있다. 이들은 항성 플레어 방출 또는 질량의 대량 방출 등의 이유로 급격하게 밝기가 변화한다. 여기에 속하는 항성으로는 원시별, 울프-레이에 별, 플레어 별, 거성, 초거성 들이 있다.
셋째, 격변 변광성 또는 폭발 변광성이다. 이들은 앞의 둘에 비해 훨씬 더 극적인 변화를 겪게 된다. 여기에 속하는 항성 진화 단계로는 신성과 초신성이 있다. 반성으로 백색 왜성을 거느린 쌍성계의 경우 백색 왜성은 신성 및 Ia형 초신성 폭발을 일으킬 수 있는 후보이다. 백색 왜성 주변에 주성(主星)으로부터 흘러 들어온 강착 물질이 일정량 쌓이면서 수소 핵융합이 가능한 질량까지 축적이 되면 폭발이 일어나게 된다. 일부 신성은 약한 강도로 주기적으로 폭발하기도 한다.
외부적 요인에 따른 변광성도 존재한다. 식쌍성, 흑점이 매우 많은 별(자전하면서 밝기가 변화한다.) 등이 그 예이다. 식쌍성 중 대표적인 예로 알골을 들 수 있는데 이 별은 2.87일 간격으로 밝기가 2.3에서 3.5등급까지 변화한다.

## 구조
안정된 별의 내부는 유체 정역학적 평형 상태에 있다. 유체 정역학적 평형이란 항성 내부의 압력 기울기에 따라 중력과 복사압이 서로 평형을 이룬 상태를 말한다. 압력 기울기는 중심부에 비해 바깥쪽으로 갈수록 온도가 낮아지는 '플라즈마의 온도 기울기'에 따라 생겨난다. 주계열성이나 거성 중심부의 온도는 최소 1천만 켈빈이다. 주계열성 중심핵에서 수소를 태워서 생기는 온도 및 압력 때문에 항성은 핵융합 작용이 일어날 수 있는 환경을 확보하며 동시에 자체 중력을 버티며 붕괴하지 않고 형태를 유지할 수 있게 된다.
원자핵은 항성 중심부에서 융합하면서 감마선 형태의 에너지를 발산한다. 이 광자는 주변 플라즈마와 반응하여 중심핵에 열에너지를 공급한다. 주계열 단계에 있는 항성은 수소를 헬륨으로 변환하면서 느리면서도 지속적으로 중심핵 부분에 헬륨을 누적시킨다. 결국 헬륨이 임계점 이상 쌓이면 중심핵에서의 핵융합 반응은 멈춘다. 태양 질량의 0.4배 이상 되는 별은 축퇴된 헬륨층 바깥의 외곽층으로 핵융합 장소를 옮기게 되며 항성은 서서히 부풀어 오른다.
안정된 항성 내부는 유체 정역학적 평형 외에도 열적 평형으로 불리는 안정적인 에너지 상태를 유지한다. 항성의 내부 전체에 걸쳐 방사상으로 온도 기울기가 형성되어 있으며 이로써 열 흐름은 내부에서 바깥쪽을 향하게 된다. 항성 내부 모든 층에서 외부로 흘러나가는 에너지 흐름과 아래에서 각 층으로 밀려 올라오는 흐름은 그 양이 정확히 일치한다.

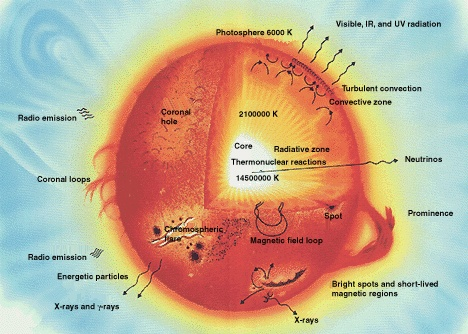
태양형 별의 내부 단면도.

복사층은 복사열 전달로 에너지 흐름이 효율적으로 유지되는 지대이다. 복사층에서 플라즈마는 안정되게 존재하며 큰 움직임은 없다. 그러나 이 안정된 상태가 깨질 경우 플라즈마는 불안정해지고 대류 작용이 발생하며 대류층을 형성하게 된다. 이런 현상은 외곽층처럼 불투명도가 높은 곳 또는 중심핵 부분과 같이 높은 에너지 흐름이 발생하는 곳에서 일어날 수 있다.
주계열성에서 대류층이 생겨나는 장소는 질량에 따라 결정된다. 태양보다 몇 배 무거운 항성은 항성 내부 깊은 곳에 대류층이 있으며 바깥쪽에 복사층이 둘러싸고 있다. 태양처럼 상대적으로 질량이 작은 별은 이와 반대로 복사층이 깊은 곳에 있고 대류층이 항성 바깥쪽을 싸고 있다. 태양 질량의 0.4배 이하에 해당하는 적색 왜성은 항성 내부 전체가 대류층으로 중심핵에 헬륨이 쌓이지 않는다. 대부분의 별 내부 대류층은 별이 나이를 먹거나 내부 구성 상태가 변화하면서 여러 가지 형태로 바뀐다.
지구 관찰자의 눈에 보이는 항성의 표면을 광구라고 부른다. 이곳은 항성의 플라즈마가 빛 형태 광자로 투명하게 바뀌는 층이다. 중심핵에서 생산된 복사 에너지는 광구를 떠나면서 우주 공간으로 자유롭게 퍼져 나간다. 광구 표면에는 흑점이 생기는데, 이는 주변보다 온도가 낮기 때문에 검게 보이는 것이다.
광구보다 높은 고도에는 항성 대기가 펼쳐진다. 태양과 같은 주계열성의 항성 대기 중 최하단부는 채층으로, 이곳에서는 스피큘(spicule, 제트 기체)이 발생하고 항성 플레어가 생겨난다. 채층에서 불과 100킬로미터만 올라가면 온도가 급격하게 상승한다. 채층 바로 위는 코로나로 극도로 뜨겁게 가열된 플라즈마가 수백만 킬로미터까지 퍼져 있는 영역이다. 코로나는 항성 내부 대류층 때문에 존재하는 것으로 추측된다. 코로나의 온도는 극도로 뜨겁지만 빛의 발산량은 미미하다. 태양 주위 코로나 지대는 보통 일식 현상 중에만 관측이 가능하다.
코로나로부터 플라즈마 입자 형태의 항성풍이 바깥쪽으로 퍼져 나가면서 성간 매질과 반응한다. 태양의 경우 태양 코로나에서 뿜어져 나온 항성풍은 거품 모양을 한 태양권 전체로 퍼져 나간다.

## 핵융합 반응 경로
항성 내부에서는 질량과 화학적 조성에 따라 항성 핵합성의 일종인 핵융합 과정이 발생한다. 합성된 원자핵의 순수 질량은 산술적인 합산량보다 작다. 아인슈타인의 상대성이론에서 등장한 {\displaystyle E=mc^{2}} 공식에 따라 손실된 질량은 에너지로 바뀐다.
수소 핵융합 과정은 온도에 민감하기 때문에 중심핵의 온도가 조금만 올라가도 핵융합의 강도는 막대하게 증가한다. 주계열성의 중심핵 온도는 가장 뜨거운 별과 가장 차가운 별을 비교하면 10배 정도밖에 차이가 나지 않는다. 예를 들면 O형 항성의 경우 중심 온도는 4천만 켈빈이며 어둡고 희미한 적색 왜성의 중심부 온도는 4백만 켈빈 정도에 이른다.
태양 중심핵 온도는 1천만 켈빈이며 양성자-양성자 연쇄 반응을 통하여 수소를 헬륨으로 치환하고 있다. 연쇄 반응의 과정을 표현하면 다음과 같다.
41H → 22H + 2e+ + 2νe (4.0 MeV + 1.0 MeV)
21H + 22H → 23He + 2γ (5.5 MeV)
23He → 4He + 21H (12.9 MeV)
이러한 반응은 총체적으로 아래와 같은 반응으로 나타난다.
41H → 4He + 2e+ + 2γ + 2νe (26.7 MeV)
여기서 e+는 양전자, γ는 감마선 광자, νe는 중성미자, H와 He는 수소 및 헬륨의 동위 원소이다. 앞의 반응에서 발산되는 에너지는 수백만 전자볼트(MeV)로, 이는 실제 에너지의 극히 일부에 불과하다. 그러나 이런 반응을 수없이 꾸준하게 반복함으로써 항성은 복사압을 유지하는 데 필요한 모든 에너지를 생산한다.
| 원소     | 태양 질량 |
| -------- | --------- |
| 수소(H)  | 0.09      |
| 헬륨(He) | 0.4       |
| 탄소(C)  | 5         |
| 네온(Ne) | 8         |

질량이 더 큰 별에서는 탄소가 촉매로 작용하는 CNO 순환 작용을 통해 헬륨이 생산된다.
태양의 0.5~10배 질량을 지닌 별이 진화 과정을 거치면서 중심핵 온도가 1억 도에 이르게 되면 반응중간체 베릴륨을 이용하는 삼중 알파 과정을 거치면서 헬륨을 탄소로 바꾸게 된다.
4He + 4He + 92 keV → 8*Be
4He + 8*Be + 67 keV → 12*C
12*C → 12C + γ + 7.4 MeV
총체적인 반응 과정은 다음과 같다.
34He → 12C + γ + 7.2 MeV
무거운 별 내부에서는 중심핵이 수축하면서 네온 연소 과정 및 산소 연소 과정을 통해 더 무거운 원소를 태울 수 있다. 항성 핵합성의 가장 마지막 단계는 안정된 철-56을 생산하는 규소 연소 과정이다. 이 단계까지 오면 융합 작용은 흡열 과정 없이는 더 이상 진행되지 않기 때문에 에너지는 중력 수축을 통해서만 생산될 수 있게 된다.
아래 표는 태양 질량의 20배인 별이 자신이 가진 모든 핵융합 연료를 태우는 데 걸리는 시간을 나타낸다. 이 별은 실제로 분광형 O의 청색 초거성으로 반지름은 태양의 8배, 밝기는 태양의 6만 2천 배에 이른다.
| 연료 물질 | 온도 (억 켈빈) | 밀도 (kg/cm³) | 연소 기간 (년) |
| --------- | -------------- | ------------- | -------------- |
| 수소      | 0.37           | 0.0045        | 810만          |
| 헬륨      | 1.88           | 0.97          | 120만          |
| 탄소      | 8.70           | 170           | 976            |
| 네온      | 15.70          | 3100          | 1.25           |
| 산소      | 19.80          | 5550          | 0.63           |
| 황/규소   | 33.40          | 33400         | 0.0315         |

## 같이 보기
- 겉보기 등급순 별 목록
- 절대 등급순 별 목록
- 가까운 별 목록
- 반지름순 별 목록
- 질량순 별 목록
- 별자리
- 항성 목록
  - 헨리 드레이퍼 목록
- 항성 분류
  - 헤르츠스프룽-러셀 도표
  - 준거성
  - 거성
  - 초거성
  - 탄소별
  - 극대거성
  - 밝은 청색변광성
  - 울프-레이에 별
- 항성 진화
  - 주계열성
  - 초신성
  - 극초신성
  - 백색 왜성
  - 중성자별
  - 블랙홀
- 청색 낙오성
- 초고속도 항성

### 대표적인 항성들
1. 리겔 (Rigel): 오리온자리 방향의 청색초거성
2. 알데바란 (Aldebaran): 황소자리 알파별
3. 폴룩스 (Pollux): 쌍둥이자리 베타별
4. 데네브 (Deneb): 백조자리 알파별
5. 아크투루스 (Arcturus): 목동자리 알파별
6. 베텔게우스 (Betelgeuse): 밤하늘에서 여덟 번째로 밝고 오리온자리에서 두 번째로 밝은 별
7. 시리우스 (Sirius): 태양을 제외하고 밤하늘에서 가장 밝은 별
8. 베가 (Vega): 거문고자리 알파별
9. 카노푸스 (Canopus): 용골자리 알파별
10. 카스토르 (Castor): 쌍둥이자리에서 두 번째로 밝은 별
11. 민타카 (Mintaka): 오리온자리 델타별